# Grumby
Grumby er en landsby beliggende syd for Tved i det sydlige Angel i Sydslesvig. Administrativt hører landsbyen under Tved i Slesvig-Flensborg kreds i den nordtyske delstat Slesvig-Holsten. Grumby var en selvstændig kommune, inden den blev sammenlagt med Boskov og Tved til den nuværende Tved Kommune i 1970. Med under Grumby regnedes Ellekær el. Ellekjær (Elkier), Fyrbjerg (Vörbarg), Grumbygård (Grumbyhof), Lammershag (også Lammeshus, Lammershagen) og Stangelhæk (Stangheck). I kirkelig henseende hører landsbyen til Tolk Sogn. Sognet lå i Strukstrup Herred (Gottorp Amt, Sønderjylland), da området tilhørte Danmark.
Grumby er første gang nævnt i jordebogen 1231. Stednavnet henføres til personnavnet Grumme. Ellekær er første gang nævnt 1804, navnet er sammensat af elle og -kær. Fyrbjerg er første gang nævnt 1804 (som Führbierg), navnet er afledt af (angel)dansk fyr. Lammershag er et tidligere kådnersted, første gang dokumenteret 1837. Gården Stangelhæk er første gang nævnt 1837. I middelalderen var landsbyen størstedels i kongens eje, senere kom en del under Bjernt domfogderi. I 1692 rådede landsbyen over 3 gård og 6 kådnersteder. Grumdbygård blev oprettet i 1651. Gårdens trefløjede hovedbygning er fra 1710. Byens kro blev lukket i 1974. Vest for byen ved grænsen til Tolk Kommune ligger den 16 ha store Grumby Skov. Skoven er bondeskov. Den del, som hører under Grumbygård, kaldes for Dighave (Diekhave). Øst for byne strækker sig Fysing Å (Løjt Å), som munder efter få km i Slien. På åens modsatte bred ligger (Vester) Ågeby.
Den slesvigske stænderdeputerede Andreas Hansen-Grumby (1818 - 1884) er født i Grumby.